# Tereza Marinova
Tereza Mončeva Marinova (bolgarsko Тереза Мончева Маринова), bolgarska atletinja, * 5. september 1977, Pleven, Bolgarija.
Nastopila je na poletnih olimpijskih igrah leta 2000, ko je dosegla uspeh kariere z osvojitvijo naslova olimpijske prvakinje v troskoku. Na svetovnih prvenstvih je osvojila bronasto medaljo leta 2001, na svetovnih dvoranskih prvenstvih naslov prvakinje leta 2001, na evropskih prvenstvih bronasto medaljo leta 1998 ter na evropskih dvoranskih prvenstvih naslov prvakinje leta 2002. 